# Los caballeros
Los caballeros (en griego antiguo Ἱππεῖς Hippeîs, latín Equites) es una comedia de Aristófanes representada en el 424 a. C. Fue la ganadora del primer premio en las leneas de ese año. La obra contiene una desenfrenada crítica a Cleón, uno de los hombres más poderosos de la antigua Atenas.

## Contenido
Cleón había acusado una vez a Aristófanes de «avergonzar a la ciudad delante de extranjeros» como respuesta a la representación de una de sus comedias (su obra perdida Los babilonios) en las Dionisias, a las que asistían extranjeros. Aristófanes nunca le perdonó, y escribió Los caballeros como respuesta.
La premisa básica de la obra es que hay un hombre llamado Demos (en griego ‘ciudadanía’) que no es muy listo. Sus esclavos, Nicias y Demóstenes (dos de los generales atenienses más importantes de la guerra del Peloponeso), están enfadados por la forma en la que el camarero de Demos, el paflagonio (es decir, Cleón), ha estado tratando a Demos y a los otros esclavos. Descubren que la forma de apartar al paflagonio del poder es reemplazarlo por un vendedor de morcillas.
Los dos esclavos encuentran al vendedor y le explican su plan, mostrándose este más que dispuesto a ayudarles.
La obra degenera entonces en el vendedor de morcillas amenazando con hacer todas las cosas terribles que el paflagonio hizo a Demos, y más. Ambos intercambian insultos, e intentan superarse uno al otro en idiotez y grosería. Al final, Demos decide que tomará al vendedor de morcillas como nuevo camarero.
El vendedor de morcillas resulta no ser un tirano cruel, habiendo dicho tales cosas sólo para ser elegido, trayéndole a Demos una Tregua (personificada como una hermosa doncella). El castigo del paflagonio es tomar el antiguo trabajo del vendedor de morcillas, «debe vender morcillas de carne de burro y perro: perpetuamente ebrio, intercambiará obscenidades con prostitutas y no beberá más que al agua sucia de los baños.»
Además de la crítica a Cleón, esta obra es notable por su poco favorecedor retrato del pueblo como tonto, fácil de engañar e inconstante. Al final, sin embargo, muestra una conclusión iluminadora, de Demos siendo devuelto a como era en su juventud, lo que representa la vuelta de Atenas a su edad dorada a pesar de toda la corrupción e intriga en el Ática durante la guerra del Peloponeso.